# 1389 Onnie
Az 1389 Onnie (ideiglenes jelöléssel 1935 SS1) a Naprendszer kisbolygóövében található aszteroida. Hendrik van Gent fedezte fel 1935. szeptember 28-án, Johannesburgban.